# Lagos de Covadonga
Los lagos de Covadonga son dos pequeños lagos, el Enol y el Ercina, de origen glaciar situados en la parte asturiana del parque nacional de los Picos de Europa, en el macizo occidental de dicha cadena montañosa. Existe un tercer lago, el Bricial, que solo tiene agua durante el deshielo, pero también pertenece al conjunto.

## Descripción

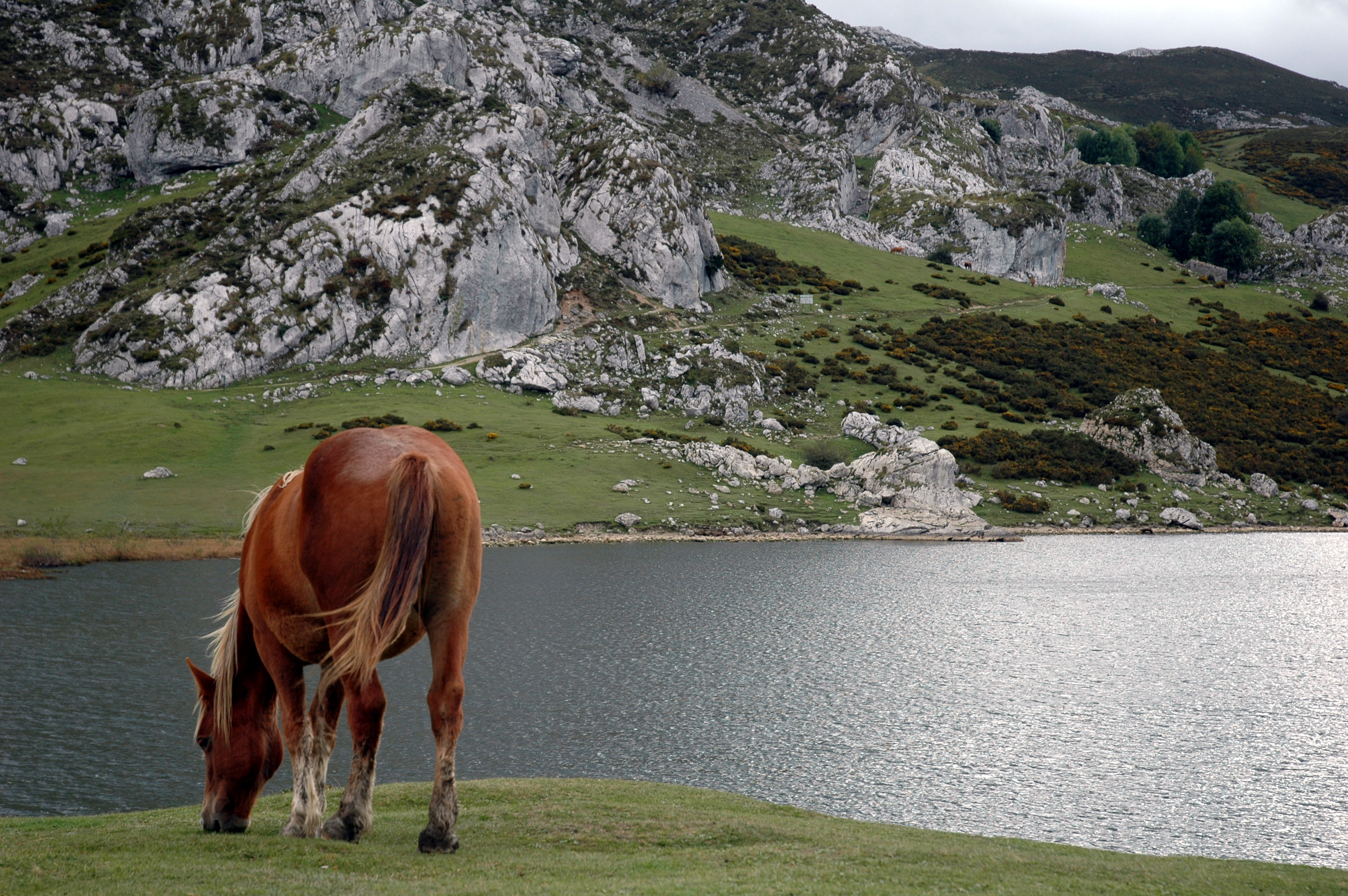
Vista del lago Ercina, en 2005.

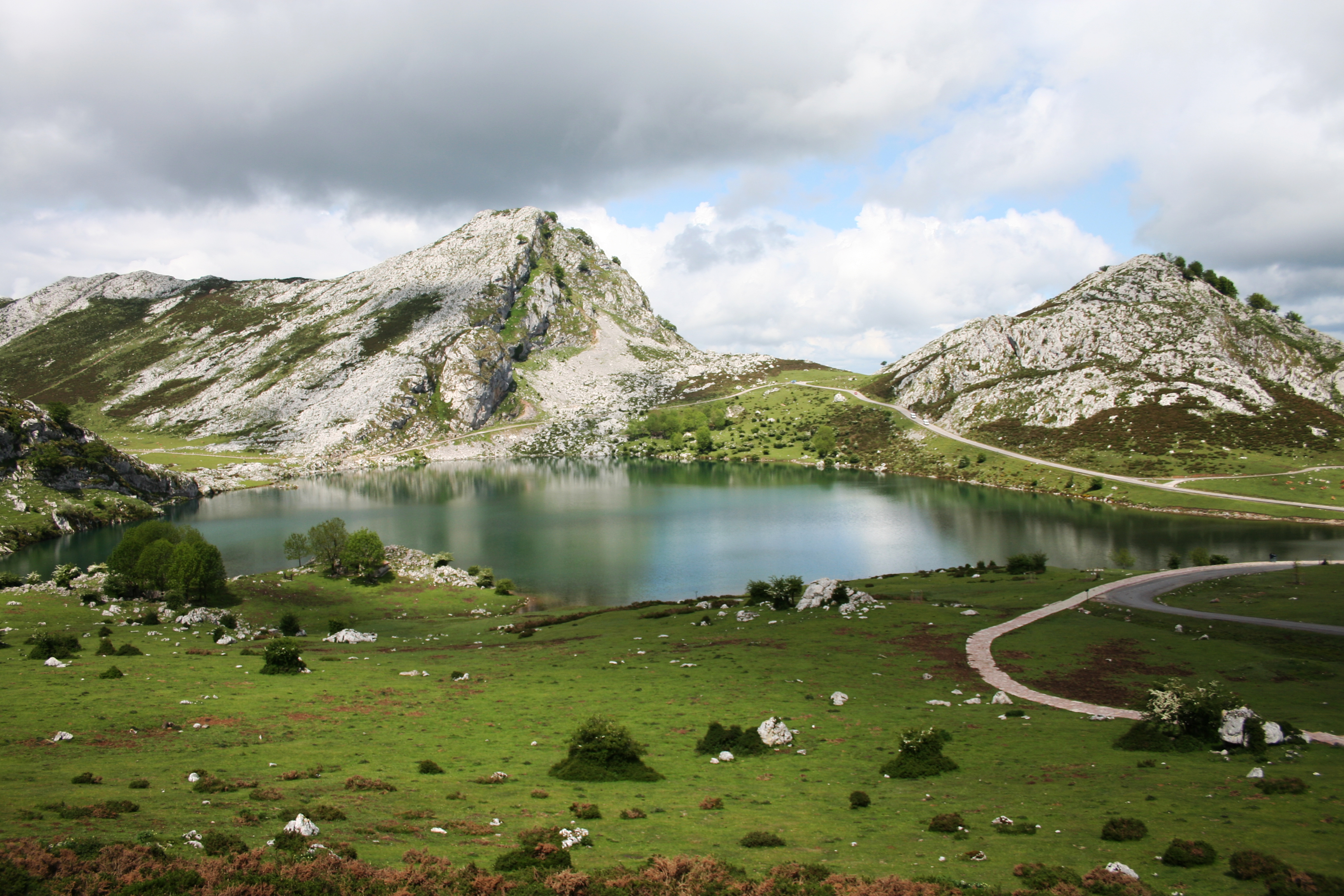
Lago Enol (Asturias).

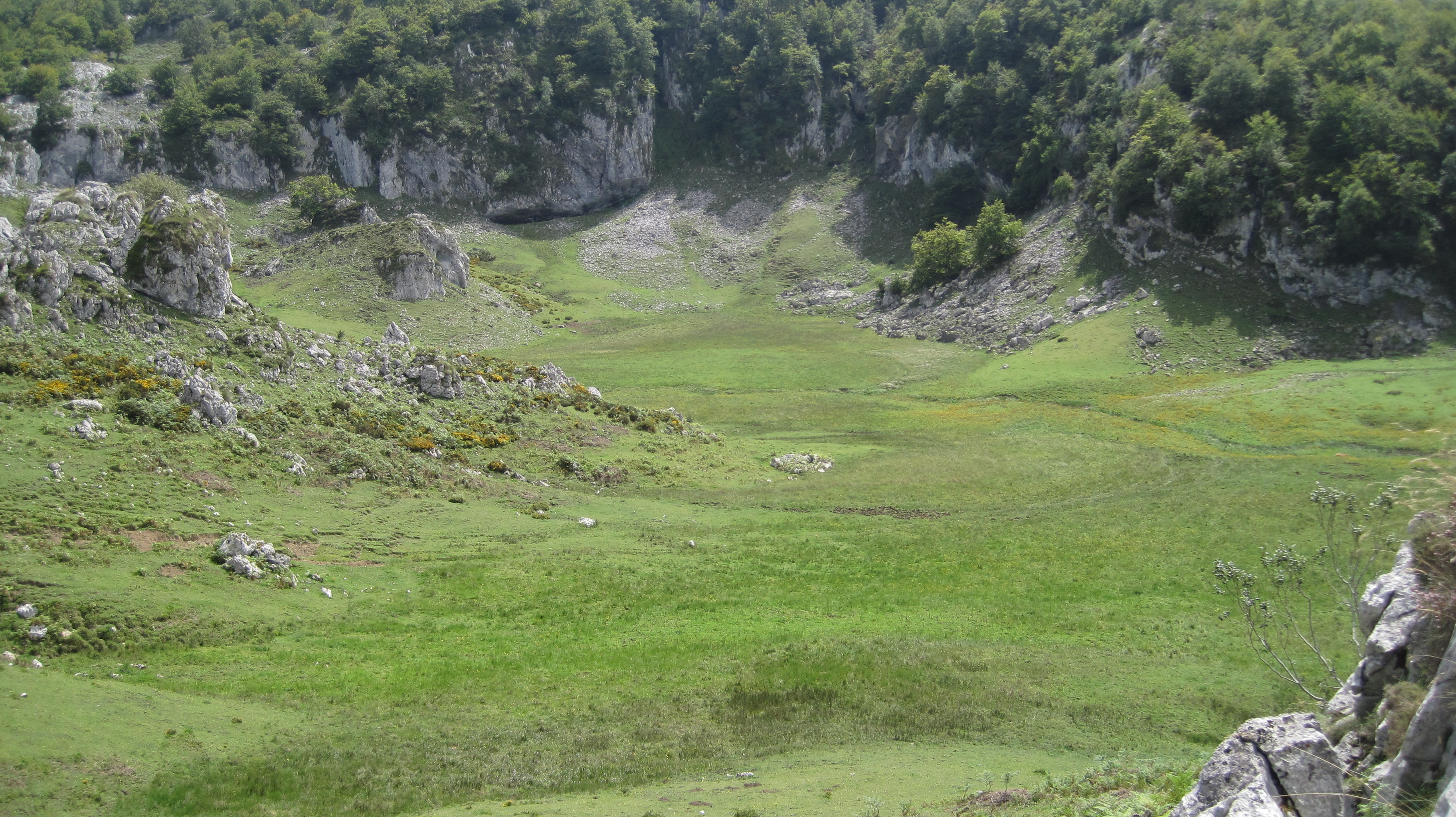
Vista en verano de la laguna del Bricial.

Se sitúan en el concejo de Cangas de Onís y se accede a ellos a través de una carretera de 14,5 km que nace en el Real Sitio de Covadonga para llegar en primer lugar al lago Enol, incluyendo también una pequeña carretera que les llevaría hasta el Lago Ercina. Su frecuente uso desde 1983 como final de etapa en la Vuelta ciclista a España ha popularizado internacionalmente el paraje.
La afluencia masiva de turistas, sobre todo aficionados al ciclismo, ha obligado a limitar el desarrollo de pruebas ciclistas en el entorno de Los Lagos. No obstante, la zona cuenta con una infraestructura turística.
La excesiva afluencia de visitas, en especial en temporada alta, también ha supuesto que el acceso en coche a los Lagos esté restringido, pudiendo acceder únicamente utilizando el transporte público habilitado para ello. Los vehículos particulares no pueden circular por la carretera de acceso a Los Lagos durante 6 meses al año, en temporada alta. En temporada baja, no hay restricciones de acceso con vehículo particular.
En las proximidades del lago Ercina, en Buferrera, hasta 1979 se explotaron minas de hierro, manganeso y mercurio.
Las personas que visitan dicho paraje tienen a su disposición un aparcamiento "aparcamiento de Buferrera", un centro de visitantes , un refugio y dos bares restaurante para su disfrute.

## Ciclismo

### Localización
Desde Cangas de Onís, y tomando la carretera comarcal AS-262 se llega, después de 10,4 km, al Santuario de Covadonga, que es donde realmente comienza la subida, a través de la carretera local de 2.º orden CO-4. Actualmente, en temporada alta el ascenso a los Lagos de Covadonga está restringido, y solo se puede acceder en autobús, que sale desde las distintas paradas desde Cangas de Onís a Covadonga. El resto del año el acceso es libre.

### Características
Desde el Santuario, la subida consta de 14 km, en los que se salva un desnivel de 962,5 m, lo que supone una pendiente media del 6,87 %. El tramo más duro se encuentra entre los km 7 y 9, en las zonas conocidas como La Huesera (una recta de 800 m con rampas de entre el 12 y el 15 %) y el Mirador de la Reina, con rampas que alcanzan el 14 y el 15% de pendiente.

### Historia
Los Lagos de Covadonga se ascendieron por primera vez en la historia de la Vuelta a España en la edición de 1983, el 2 de mayo. En una etapa procedente de Aguilar de Campoo y en un día de lluvia y viento, el vencedor en su cima fue Marino Lejarreta, y el posterior vencedor de la carrera, Bernard Hinault, llegó a comparar este puerto con el mítico Alpe d'Huez, lo que le empezó a dar fama mundial. En los días previos a la carrera, debido a que estos lagos son también conocidos como Los lagos de Enol, los periodistas deportivos hicieron un juego de palabras ante la batalla que se avecinaba y los llamaron Los lagos de Hinault, nombre con el que serían conocidos desde entonces en el mundo ciclista y que darían también el nombre a una banda de musica indie madrileña.
La etapa con final en los Lagos de la edición de 1996 significó la última aparición como ciclista profesional de Miguel Induráin. El ciclista abandonó la carrera en un hotel cercano a Cangas de Onís.
En la primera edición de La Vuelta Femenina en 2023, los Lagos de Covadonga supusieron la meta de la etapa final. La ciclista neerlandesa Demi Vollering se proclamó vencedora de la etapa, pero no pudo quitarle el liderato final de la Vuelta a su compatriota Annemiek van Vleuten por tan solo 9 segundos. 

### Ganadores de la etapa de Los Lagos de Covadonga en la Vuelta a España
| Edición | Etapa | Salida            | Km    | Vencedor            | Líder             |
| ------- | ----- | ----------------- | ----- | ------------------- | ----------------- |
| 1983    | 13    | Aguilar de Campoo | 188,0 | Marino Lejarreta    | Alberto Fernández |
| 1984    | 12    | Santander         | 191,0 | Reimund Dietzen     | Eric Caritoux     |
| 1985    | 6     | Oviedo            | 145,0 | Pedro Delgado       | Pedro Delgado     |
| 1986    | 6     | Santander         | 191,0 | Robert Millar       | Robert Millar     |
| 1987    | 11    | Santander         | 179,0 | Lucho Herrera       | Lucho Herrera     |
| 1989    | 17    | Santoña           | 228,0 | Álvaro Pino         | Pedro Delgado     |
| 1991    | 16    | Santander         | 186,6 | Lucho Herrera       | Melcior Mauri     |
| 1992    | 14    | Santander         | 213,4 | Pedro Delgado       | Jesús Montoya     |
| 1993    | 17    | Santander         | 179,5 | Oliverio Rincón     | Tony Rominger     |
| 1994    | 16    | Santander         | 147,7 | Laurent Jalabert    | Tony Rominger     |
| 1996    | 13    | Oviedo            | 159,0 | Laurent Jalabert    | Alex Zülle        |
| 1997    | 15    | Oviedo            | 159,8 | Pável Tonkov        | Alex Zülle        |
| 2000    | 14    | Santander         | 146,5 | Andrei Zintchenko   | Roberto Heras     |
| 2001    | 5     | Gijón             | 160,8 | Juan Miguel Mercado | Óscar Sevilla     |
| 2005    | 14    | La Penilla        | 172,3 | Eladio Jiménez      | Denís Menshov     |
| 2007    | 4     | Langreo           | 185,1 | Vladímir Yefimkin   | Vladímir Yefimkin |
| 2010    | 15    | Solares           | 187,3 | Carlos Barredo*     | Vincenzo Nibali   |
| 2012    | 15    | La Robla          | 186,5 | Antonio Piedra      | Joaquim Rodríguez |
| 2014    | 15    | Oviedo            | 149,0 | Przemysław Niemiec  | Alberto Contador  |
| 2016    | 10    | Lugones           | 188,7 | Nairo Quintana      | Nairo Quintana    |
| 2018    | 15    | Ribera de Arriba  | 178,2 | Thibaut Pinot       | Simon Yates       |
| 2021    | 17    | Unquera           | 185,8 | Primož Roglič       | Primož Roglič     |
| 2024    | 16    | Luanco            | 181,5 | Marc Soler          | Ben O'Connor      |

[*] Anulado por dopaje

### Ganadores de la etapa de Los Lagos de Covadonga en la Vuelta a España femenina
| Edición | Etapa | Salida        | Km   | Vencedor       | Líder                |
| ------- | ----- | ------------- | ---- | -------------- | -------------------- |
| 2023    | 7     | Pola de Siero | 93,7 | Demi Vollering | Annemiek van Vleuten |